# Ermita de San Pelayo (Baquio)
La ermita de San Pelayo (San Pelaio baseliza o Doneperai baseliza en euskera) en Baquio (Vizcaya, España) es una ermita románica que se localiza en la vía que, bordeando la costa, une Baquio con Bermeo.
Junto con San Pedro de Abrisketa (Arrigorriaga) y Ermita de San Miguel de Zuméchaga (Munguía) es una de las construcciones cristianas más antiguas conservadas en el territorio de Vizcaya. Se trata de un pequeño templo exento, probablemente del siglo XII, el cual mantiene completa e intacta su planta original, a pesar del paso del tiempo y de las distintas intervenciones.
Edificio de reducidas dimensiones, aparejado en mampostería, para fondo de muros y sillería en esquinales. La parte superior de la torre, que fue modificada, se encuentra enfoscada de mortero.
San Pelayo de Baquio tiene una nave de un solo tramo y planta rectangular, así como ábside de planta cuadrada, de menores dimensiones que la nave. El paso de la nave al ábside se realiza a través de arco de triunfo ligeramente apuntado, de doble rosca y adovelado. La cubierta es a dos aguas. A los pies se erige la torre con cubierta de faldones. Junto al ábside se localiza la sacristía, construida con posterioridad al cuerpo del templo y que aprovecha la cubrición del pórtico perimetral, también posterior a la estructura esencial del templo.
Dos de sus huecos tienen especial interés: el acceso y la ventana del ábside. El primero se abre a través de arco ligeramente apuntado y abocinado, con tres arquivoltas al exterior. Se apoya en imposta que reposa en columnas acodilladas de basas cúbicas, fustes de sección circular de dos piezas y capiteles troncopiramidales. La ventana del ábside tiene un profundo abocinamiento, es de arco de medio punto flanqueado por dos columnillas acodilladas con fustes decorados.

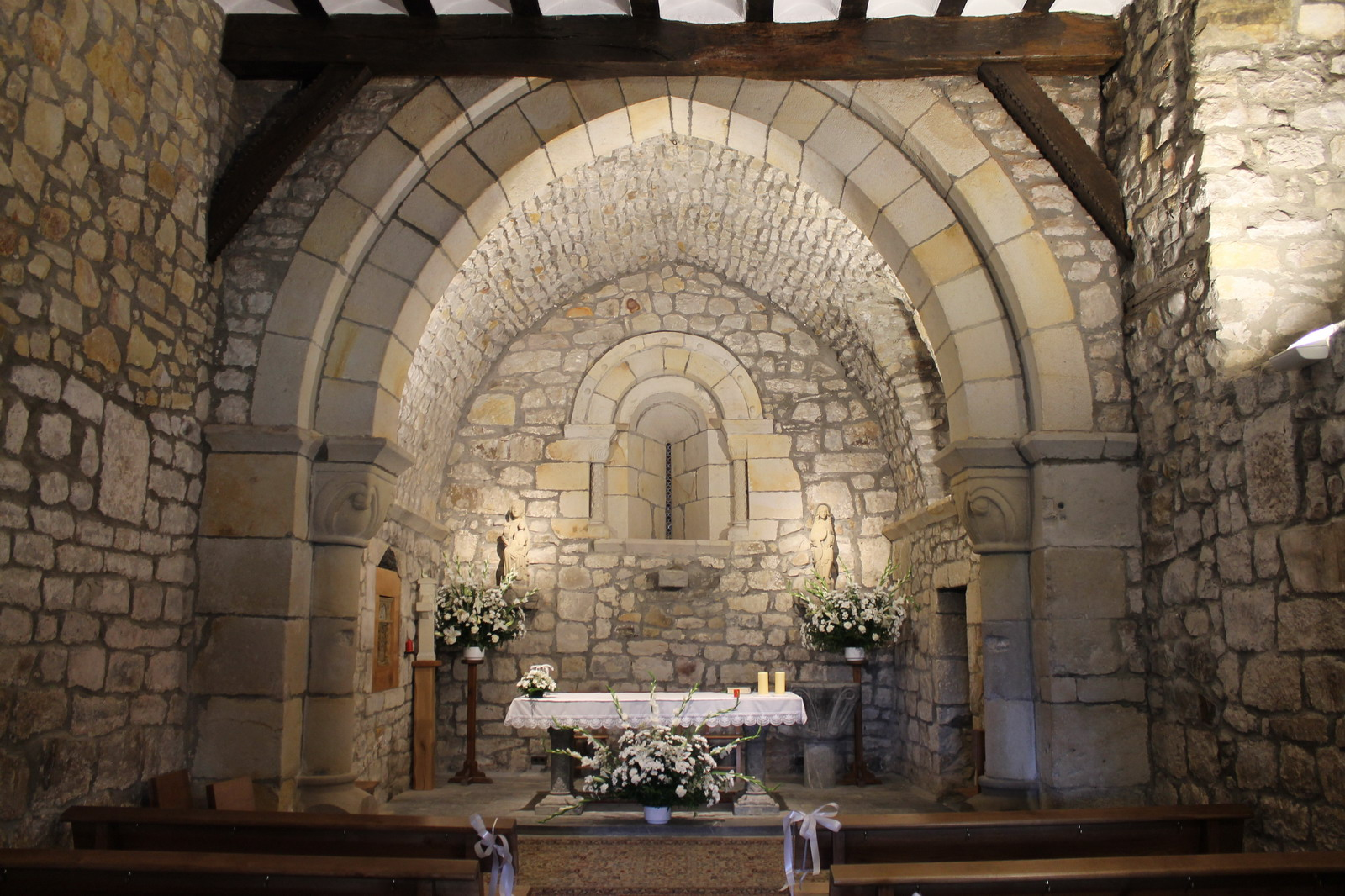
Interior